# Lacul Suwa
Lacul Suwa (諏訪湖 Suwa-ko?) este un lac în Munții Kiso din regiunea centrală a Prefecturii Nagano din Japonia.

## Geografie
Lacul este sursa râului Tenryū. El se află pe locul 24 în Japonia după suprafața luciului de apă. Orașele Suwa și Okaya și orășelul Shimosuwa sunt situate pe malul lacului Suwa.

### Caracteristici
Lacul Suwa este locul Trecerii Zeului (御神渡り o-miwatari?), un fenomen natural interesant. Lacul are un izvor natural fierbinte sub suprafața sa, astfel că atunci când partea superioară îngheață în timpul iernii, apele din adâncime sunt încă calde și în mișcare. Acest fenomen determină formarea unor creste de gheață care ajung la înălțimi de 30 cm sau mai mult.
Tradiția șintoistă locală susține că acele creste sunt formate de zeii care traversează lacul, atunci când călătoresc între diferitele clădiri ale sanctuarului Suwa Taisha. Potrivit legendelor, zeul păzitor al lacului Suwa, Takeminakata-no-kami, își părăsește sanctuarul pentru a se întâlni cu soția sa, zeița Yasakatome, deplasându-se pe gheață către malul opus.

## Istorie naturală
Cercetările privind spargerea gheții de pe lacul Suwa și de la gura râului Torne din Finlanda au evidențiat că „procesele globale, inclusiv schimbările climatice și variabilitatea temperaturii, determină schimbări pe termen lung ale sezonalității gheții”.

## În ficțiune
În filmul Kagemusha al lui Akira Kurosawa, lordul Shingen este înmormântat în lac.
În Autobiography of a Geisha, Sayo Masuda încearcă să se înece în lac când era copil, dar ezită deoarece crede că acolo trăiește un dragon.
În anime-ul Rurouni Kenshin, legendele povestesc de un „elixir al nemuririi” care poate fi găsit undeva în sau în jurul lacului Suwa. Personajele principale caută elixirul în ultimul sezon al serialului și sunt urmate de o bandă de cavaleri germani malefici, care îl căutau pentru a domina lumea.
Acțiunea anime-ului Blood-C are loc într-o localitate rurală de pe malul lacului.
În seria Shoot 'em up Touhou, zeița Suwako este o referire la Lacul Suwa.

## Galerie

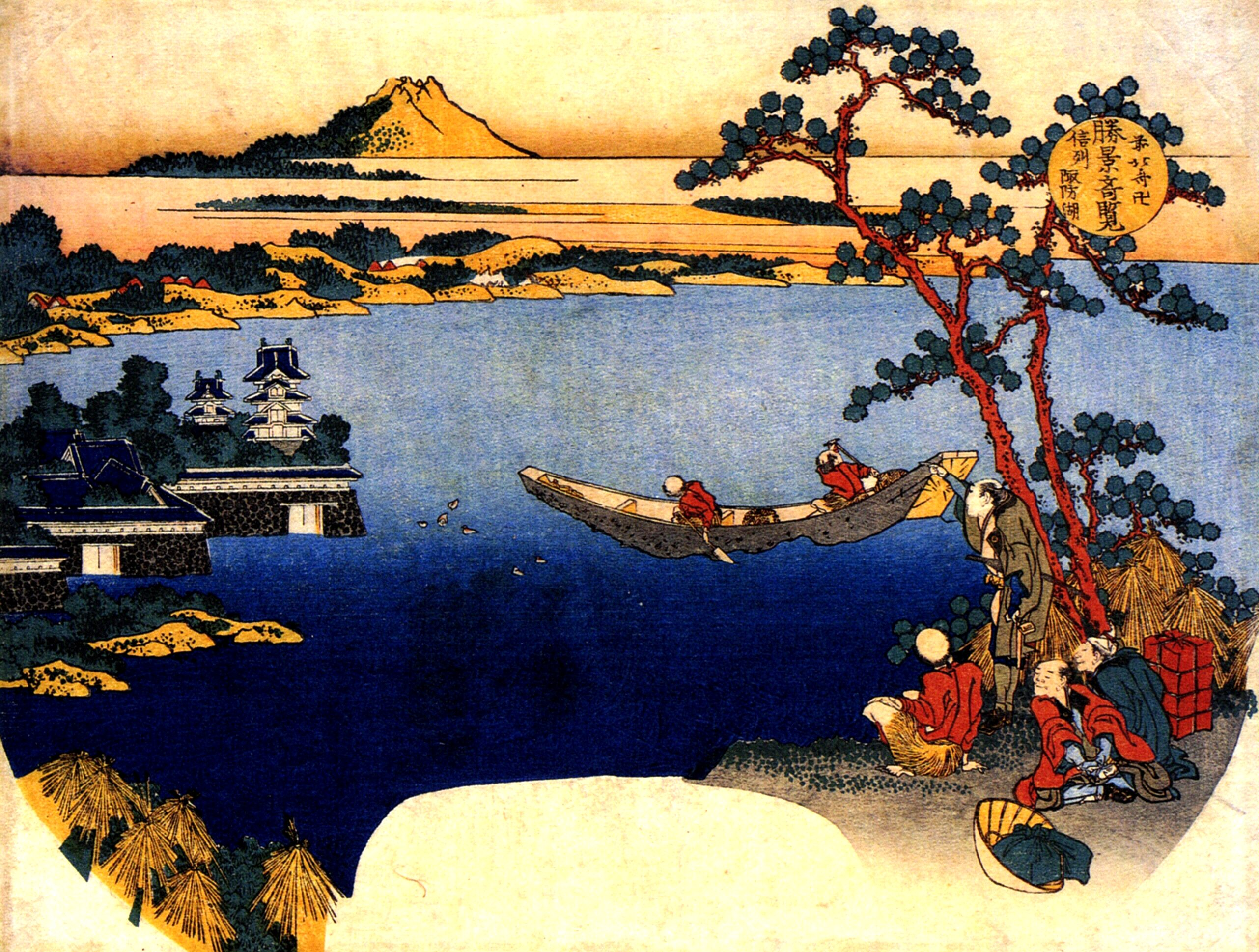
Stampă a lacului Suwa de Hokusai (1760–1849).
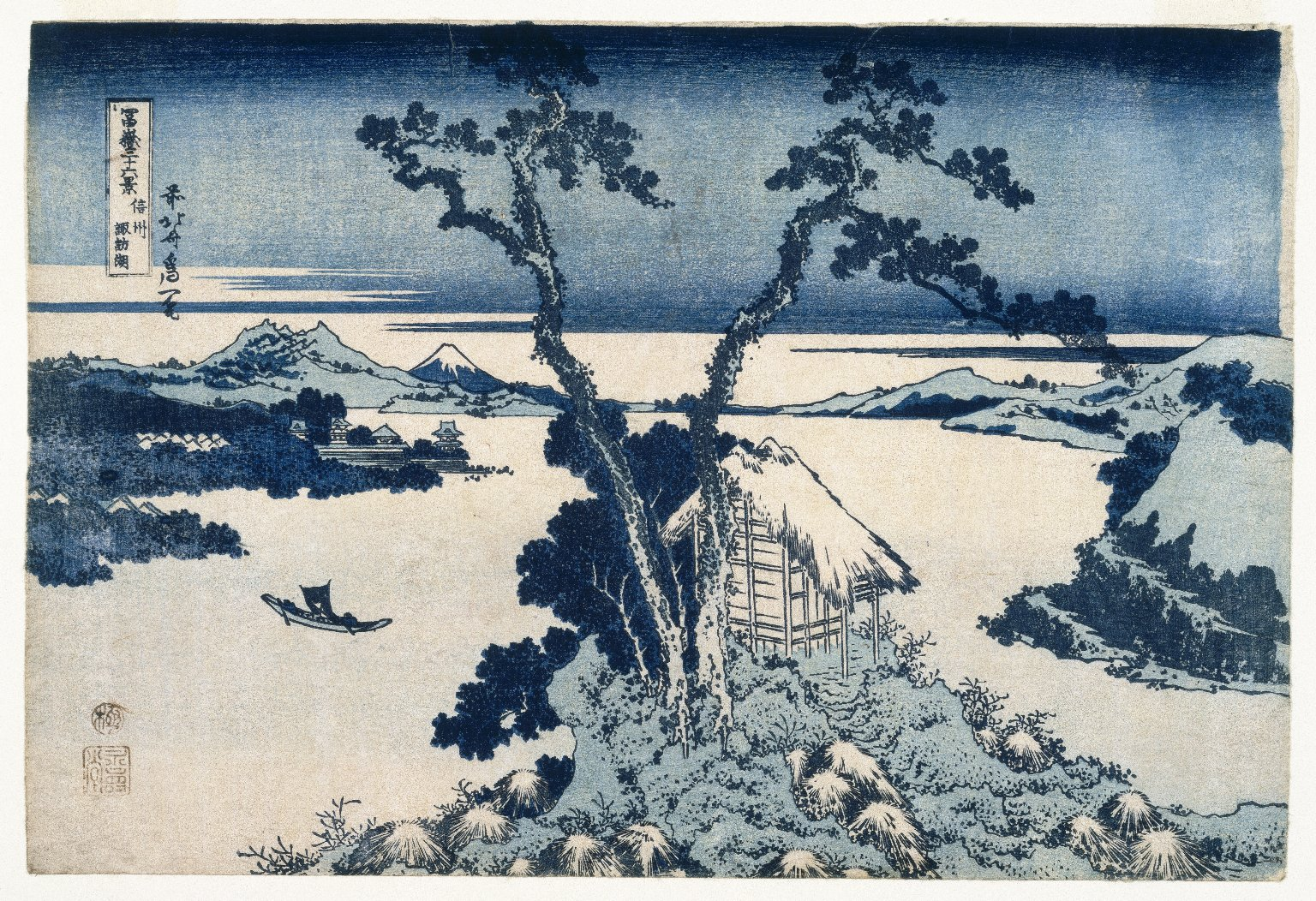
Muntele Fuji văzut de peste lac, când făcea parte din provincia Shinano
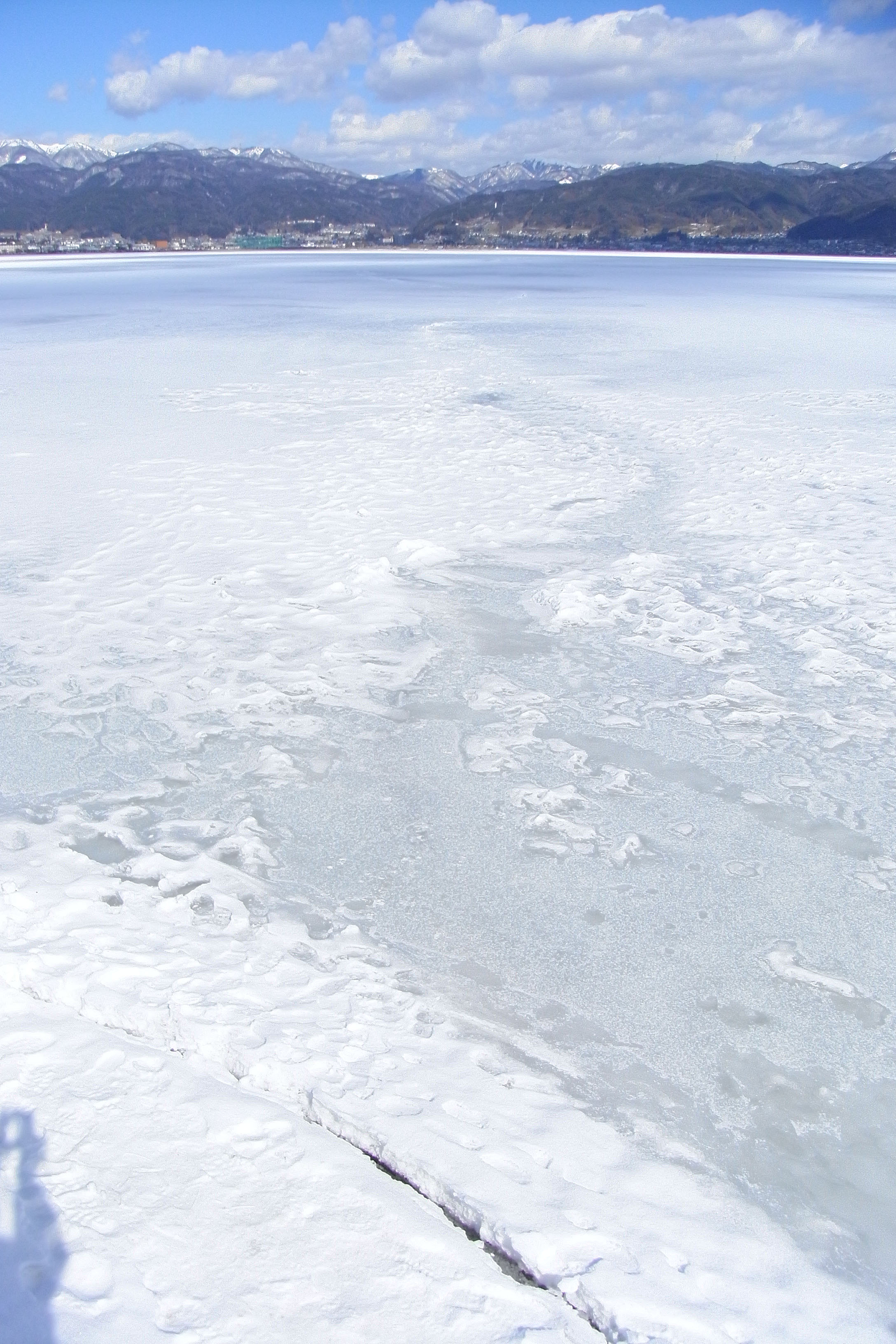
«Urmele zeilor» (2008).
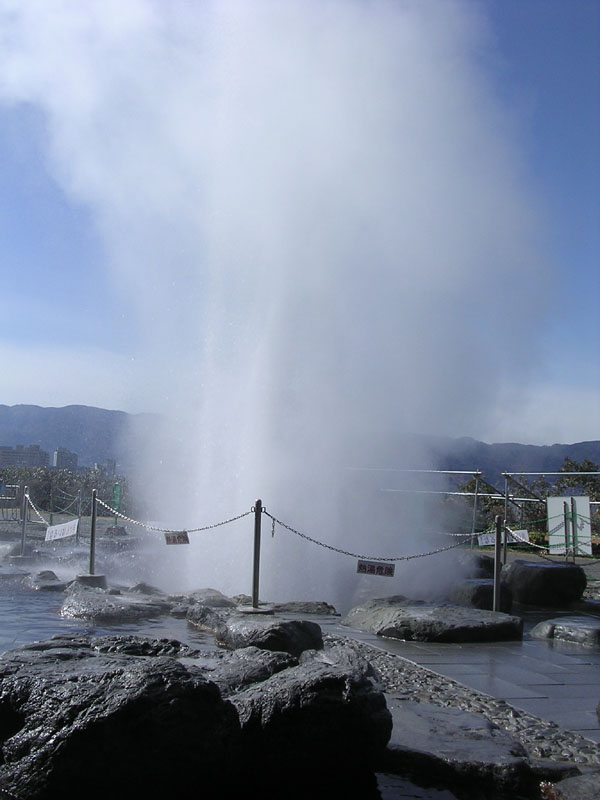
Gheizer din lac.
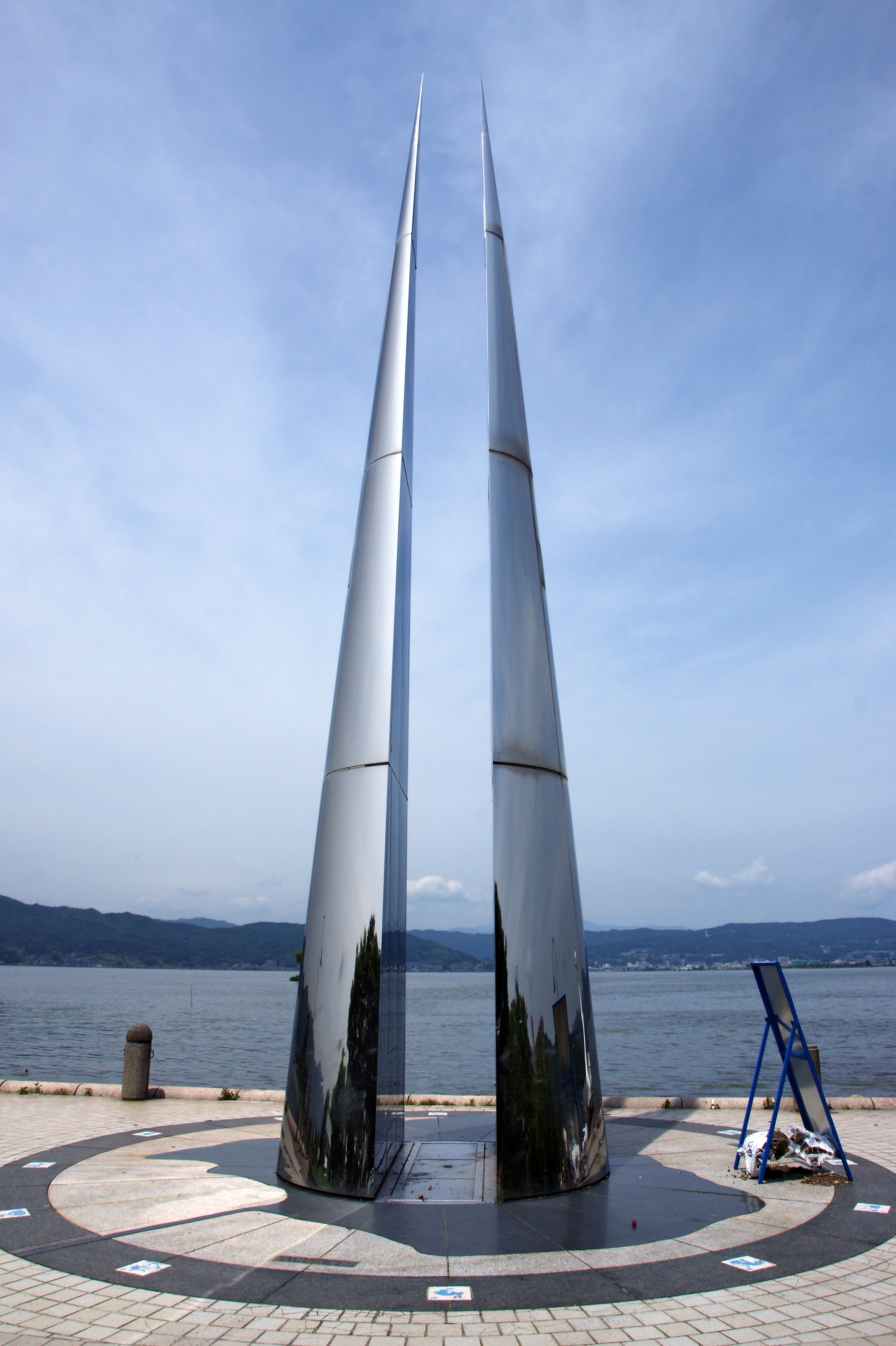
Monument simbolizând un gheizer
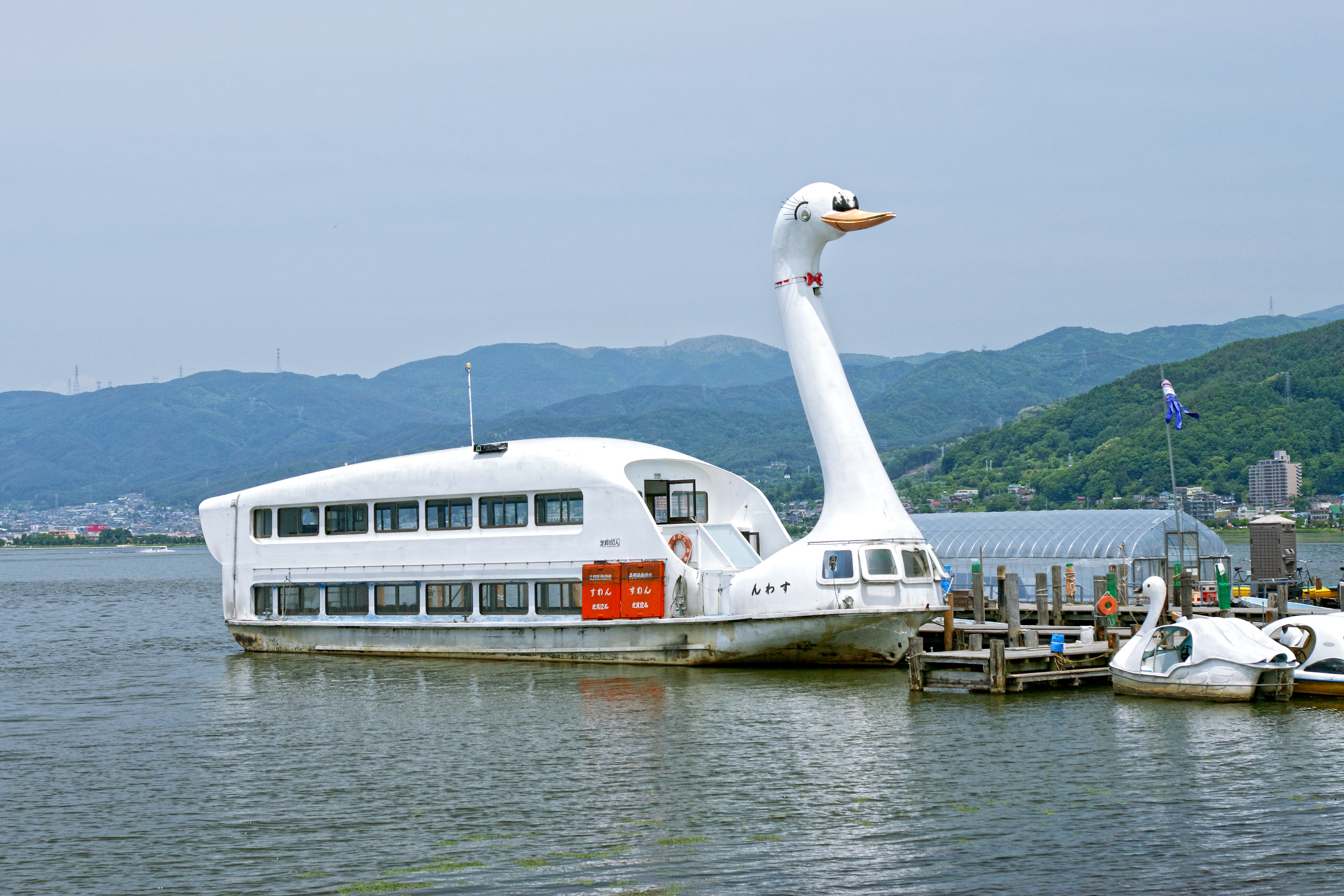
Vapor-lebădă de pe lacul Suwa.
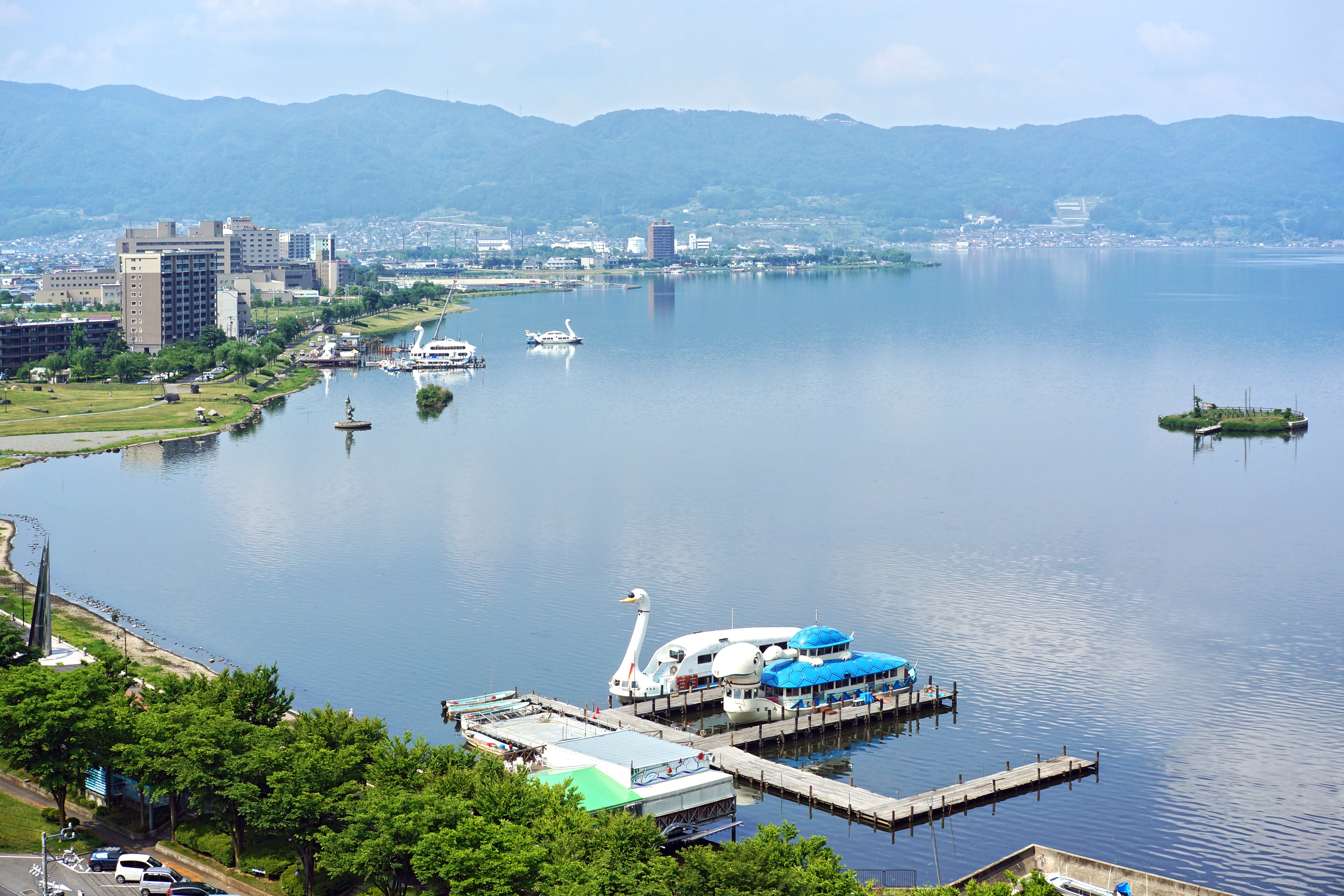
Malul estic